# Jehuda Ša'ari
Jehuda Ša'ari (hebrejsky: יהודה שערי; žil 8. února 1920 – 18. září 1997) byl izraelský politik a poslanec Knesetu za strany Liberální strana a Nezávislí liberálové.

## Biografie
Narodil se ve městě Siret v Rumunsku, kde vystudoval střední školu a vysokou školu. V roce 1941 přesídlil do dnešního Izraele. Tady absolvoval studium práva a ekonomie v Tel Avivu a na Telavivské univerzitě získal magisterský titul z politologie. V letech 1941 a 1942 patřil mezi zakladatele kibucu Nicanim. V letech 1942–1944 pak zakládal osadnickou skupinu ha-Ma'avak, která procházela výcvikem v kibucech Geva a Ašdot Ja'akov. V roce 1944 spoluzakládal osadnickou skupinu, jež později osídlila dnešní vesnici Alonej Abba.

## Politická dráha
V mládí patřil v Rumunsku mezi členy sionistického hnutí ha-No'ar ha-cijoni. V letech 1937–1940 byl jedním z jeho vůdců a členem sionistické exekutivy v Rumunsku. V letech 1945–1947 byl vyslancem Židovské agentury v Rumunsku, v letech 1947–1948 pak působil v západní Evropě. V letech 1951–1961 byl členem organizačního výboru odborové centrály Histadrut, v letech 1957–1961 v ní navíc řídil odbor právní a odbor penzijní. Předsedal akčnímu výboru a výkonnému výboru hnutí ha-Oved ha-cijoni. Byl členem vedení Pokrokové strany, Liberální strany i Nezávislých liberálů. V posledně jmenované formaci zastával v letech 1965–1974 post předsedy ekonomického výboru. V roce 1977 byl předsedou jejího předsednictva.
V izraelském parlamentu zasedl poprvé po volbách v roce 1961, do nichž šel za Liberální stranu. Byl členem parlamentního výboru pro ekonomické záležitosti a výboru práce. Během funkčního období přešel do poslaneckého klubu formace Nezávislí liberálové. Na její kandidátce byl zvolen ve volbách v roce 1965. Stal se členem výboru práce a výboru pro veřejné služby. Za Nezávislé liberály se dočkal zvolení i ve volbách v roce 1969. Nastoupil do výboru pro vzdělávání a kulturu a výboru práce. Na kandidátce Nezávislých liberálů pak do Knesetu pronikl po volbách v roce 1973. Byl členem výboru finančního, výboru House Committe, výboru pro záležitosti vnitra a životního prostředí, výboru pro ekonomické záležitosti a výboru pro zahraniční záležitosti a obranu. Ve volbách v roce 1977 mandát neobhájil.
Zastával i vládní posty. V letech 1966–1969 byl náměstkem ministra rozvoje a v letech 1969–1974 náměstkem ministra turismu.